# Alphonso W. Wood
Alphonso W. Wood (Chesterfield, Nuevo Hampshire, 17 de septiembre de 1810 - West Farms, Nueva York, 4 de enero de 1881) fue un botánico estadounidense.
Se graduó en Dartmouth en 1834 y estudió un año en el seminario de Andover. Luego estudió en la Kimball Union Academy de Meriden, New Hampshire, en 1849. Ejerció entonces como ingeniero civil hasta 1851, cuando fue nombrado director del seminario de mujeres de Ohio.
En 1857 fue profesor del College de Terre Haute, para mujeres, en Indiana, antes de ser nombrado como rector del Seminario Clinton para Mujeres de Brooklyn, cargo que desempeñó hasta 1865. Viajó durante un año antes de instalarse definitivamente en West Farms.
Wood se apasionó por la botánica y publicó el manual, Class-Book of Botany, en 1845 que fue un éxito total con 100.000 ejemplares vendidos.
En 1848, publicó First Lessons in Botany; en 1863, Leaves and Flowers, or Object Lessons in Botany; en 1870, The American Botanist and Florist (edición de 1889 revisada por Oliver R. Wills, American Book Co. Pub.); y en 1877, Plant Record. Editó su traducción del alemán de Poetry from the Vegetable World (1853).

## Otras publicaciones
- A class-book of botany. 1845 (bis 1855 apareció en 41 ediciones)
- Object lessons. 1862
- Botanist and florist. 1870
- Plant record. 1872
- Junto con Steel: Fourteen weeks in botany. 1879

- La abreviatura «Alph.Wood» se emplea para indicar a Alphonso W. Wood como autoridad en la descripción y clasificación científica de los vegetales.[1]

## Fuente
- Biografías Virtuales Estadounidenses, en inglés
- robert Zander; fritz Encke, günther Buchheim, siegmund Seybold (eds.) Handwörterbuch der Pflanzennamen. 13.ª ed. Ulmer Verlag, Stuttgart 1984, ISBN 3-8001-5042-5